# Мосты Севильи

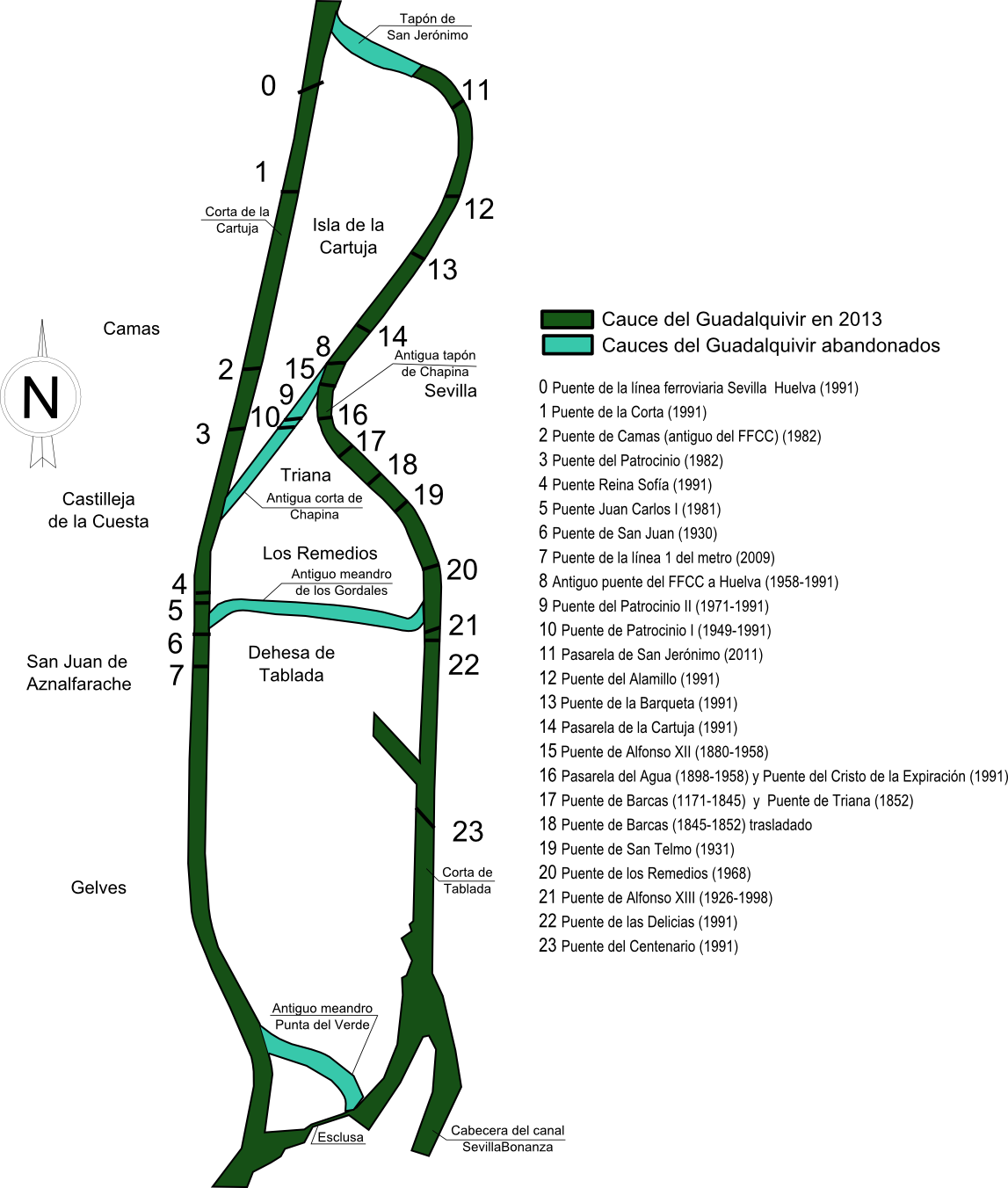
План, отображающий течение реки, её прохождения через Севилью, и примерное расположение мостов

Мосты Севильи пересекают реку Гвадалквивир, а также канал Альфонсо XIII, который частично является старым руслом реки и пересекает город, разделяя исторический центр.

## Река Гвадалквивир в Севилье
Река Гвадалквивир, которая пересекает Севилью с севера на юг, претерпела многочисленные изменения в своем течении на протяжении всей истории, особенно в течение XX века. Эти изменения повлияли на строительство и расположение мостов, которые пересекают город. В начале XX века река Гвадалквивир входила в город с севера и пересекла Севилью, чтобы покинуть город с юга, с выраженным меандром, который затруднил речной трафик из Атлантического океана.
Во время восстания Герменегильдо, войска Леовигильдо перерезали ручей реки, оставив мёртвый рукав. Позже на этом месте были возведены стены Севильи. Эта лагуна будет осушена в 1574 году по проекту графа Барахаса.
В период с 1903 по 1926 годы были произведены строительные работы, указанные в Плане Молини, чтобы упростить навигацию в порт Севильи: канал Альфонсо XIII создавал прямой доступ для прохода судов.
В 1948 году, чтобы избежать серьёзных наводнений Гвадалквивира, от которых периодически страдает Севилья, Чартерхаус создал новый канал.

## История мостов Севильи

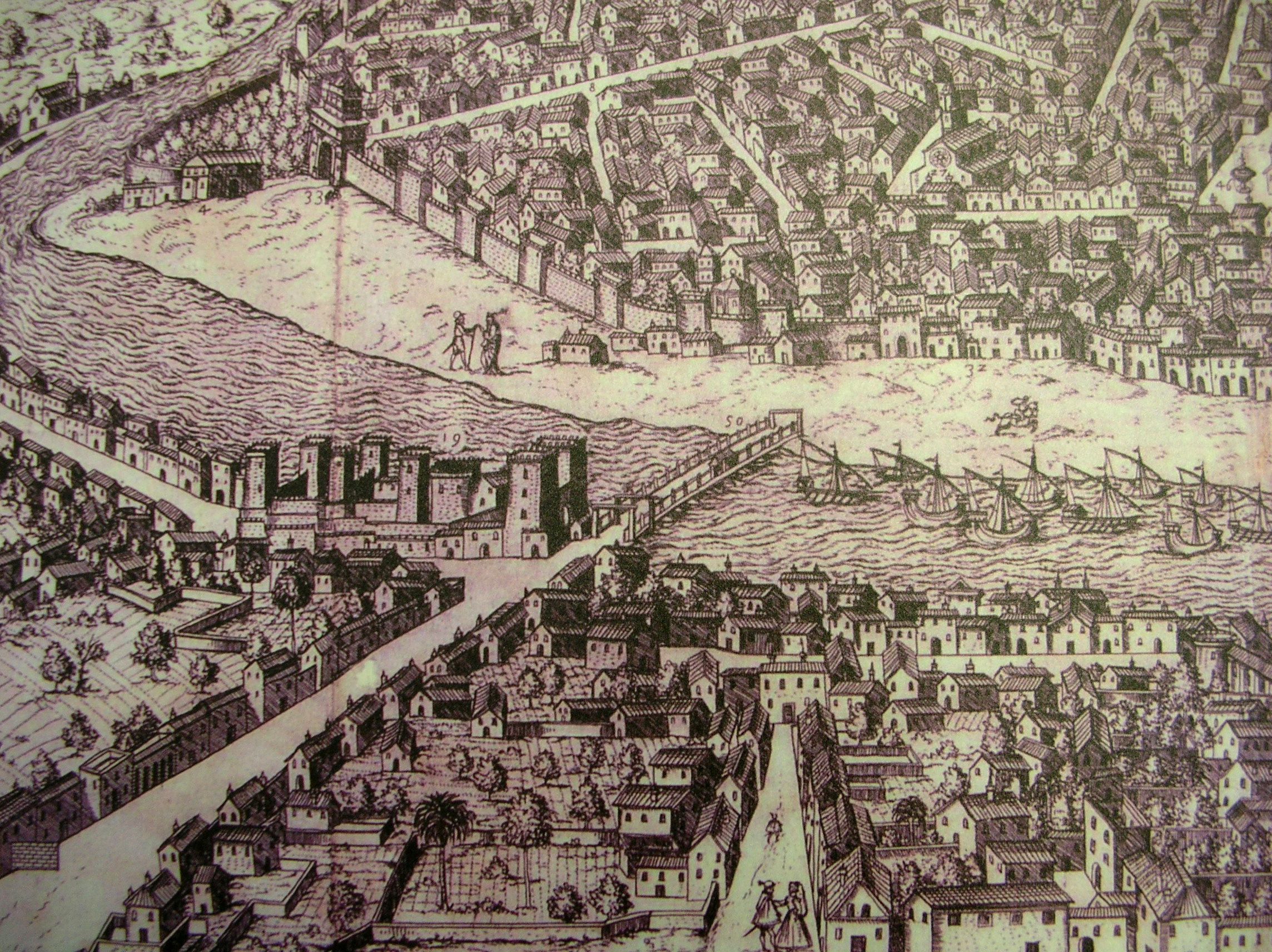
Вид на Севилью (1585), гравюра Амброзио Брамбилла (Национальная библиотека Испании)

### Мосты до XIX века
Город Севилья находится в самом узким местом нижнего течения реки, где можно было пересечь Гвадалквивир. Так, до середины девятнадцатого века, мост не был построен. Только мост лодок позволял перейти из Севильи в Триану с момента его постройки в 1171–1852 годах.
В течение XVI века обсуждалась идея постройки постоянного моста через Гвадалквивир. В 1563 году был изучен проект Фабрицио Монденте, в котором он предложил построить мост из дерева и железа. В 1629 году помощником виконта Корсаны был предложен ещё один проект по строительству постоянного каменного моста по проекту Андреса де Овьедо, план которого хранится в ратуше. Этот мост был бы расположен в Чапине, где сегодня стоит мост Христа Искупителя.

### Мосты XIX века
В 1852 году был открыт мост Изабеллы II, также известный как мост Триана, первый постоянный мост, который пересёк реку Гвадалквивир.
Вторым мостом был мост Альфонсо XII, по которому проходила железнодорожная линия Севилья-Уэльва, он был открыт 15 марта 1880 года и был заменен в 1943 году, когда в этом районе была построена плотина Чапина.
23 апреля 1898 года был открыт Водный мост, который имел двойную функцию: доставлять водопроводные трубы из Альхарафе и служить пешеходным переходом. В конце 1950-х он был снесён, в связи с закрытием канала.

### Мосты XX века
В 1929 году, перед иберо-американской выставкой 1929 года в Севилье, был построен мост Альфонсо XIII, более известный как Пуэнте де Йерро. Подъёмный мост, позволявший пересечь канал Альфонсо XIII - док, был демонтирован в 1998 году.
Через два года, в 1931 году, был открыт новый мост - мост Сан-Тельмо, расположенный между мостом Триана и железным мостом. Он также был подъёмным, но в 1968 году он был перестроен, когда порт переместился на юг. Два года спустя, в 1933 году, был построен разводной мост Сан-Хуан на участке отвода канала Гвадалквивир.
В 1968 году мост Генералиссимуса был закончен, назван в честь генерала Франко и переименован в мост Ремедиос спустя несколько лет после восстановления монархии.
Целый ряд мостов был построен к международной выставке 1992 года, что значительно улучшило транспортное сообщение города.